# Blackstaff Press
Blackstaff Press est une maison d'édition de Belfast, en Irlande du Nord.

## Histoire
Fondée en 1971, elle publie des livres imprimés sur un large éventail de sujets (principalement, mais pas exclusivement, d'intérêt irlandais), publie également depuis 2011 des livres électroniques. Blackstaff Press est acquise par le Baird Group en 1995; elle est vendue à Colourpoint Bookss en 2017.
Elle reçoit un appui financier du Arts Council of Northern Ireland.